# Бел (река)
Вижте пояснителната страница за други значения на Бел.
Бел (на френски: Rivière Bell) е река в Източна Канада, западната част на провинции Квебек, вливаща се от юг в езерото Матагами. Дължината ѝ от 551 км, заедно с река Мегаскейн ѝ отрежда 56-о място сред реките на Канада. Дължината само на река Бел е 240 км.
Река Бел извира на 36 км югоизточно от град Вал д'Ор (югозападната част на провинция Квебек), на 338 м н.в. Тече на север като преминава последователно през три проточни езера – Ловикур, Тиблемон и Парен. В последното получава отдясно най-големия си приток река Мегаскейн (230 км), изтича от него, приема отляво река Лафлан и на 6 км северно от град Матагами се влива в езерото Матагами.
Площта на водосборния басейн на Бел е 22 222 km2.
Многогодишният среден дебит в устието ѝ е 389 m3/s. Максималният отток на реката е през май и юни – 1059 m3/s, а минималния през февруари-март – 98 m3/s. Снежно-дъждовно подхранване. От декември до края на април реката замръзва.
По течението на реката има четири малки населени места: Ловикур, Обаска, Сентер (1218 души) и Матагами (1555 души)
Реката е наименувана в чест на канадския геолог Робърт Бел (1841-1917), който през 1870-те години за първи път цялостно я изследва, топографски заснема и картира.